# SC Kittsee
Der SC Kittsee (Langname: „Sportclub Kittsee“) ist ein Fußballverein in der burgenländischen Marktgemeinde Kittsee im Bezirk Neusiedl am See. Der Verein gehört dem Burgenländischen Fußballverband (BFV) an und spielt in der Saison 2024/25 in der II. Liga Nord. Der Sportclub trägt seine Spiele am Sportplatz Kittsee mit 1300 Plätzen aus.

## Geschichte
Der Verein entstand durch die Fusionierung der beiden Kittseer Vereine ASV Kittsee  und UFC Kittsee am 7. Juli 1991.

## Bekannte Spieler und Trainer
ASV Kittsee
- Karl Skerlan
- Ján Pivarník
- Viliam Schrojf

## Erfolge
- Regionalliga Ost:
  - 1 × Meister: 1977 (als ASV Kittsee)
- Landesliga Burgenland:
  - 1 × Meister: 1974 (als ASV Kittsee)